# Fanny Rosenfeld
Fanny Rosenfeld, detta Bobby (Ekaterinoslav, 28 dicembre 1904 – Toronto, 13 novembre 1969), è stata una velocista e mezzofondista canadese, campionessa olimpica nella staffetta 4×100 metri e medaglia d'argento nei 100 metri piani ai Giochi di Amsterdam 1928.

## Biografia
Nata a Dnipropetrovs'k, nell'odierna Ucraina, Fanny Rosenfeld si trasferisce in Canada da bambina. In gioventù lavora in una fabbrica di cioccolata, prima di emergere a livello nazionale come atleta.
Ai Giochi olimpici del 1928 giunge in seconda posizione nella gara dei 100 metri piani, preceduta dalla statunitense Betty Robinson, medaglia d'oro. Nella staffetta 4×100 metri vince l'oro con le connazionali Ethel Smith, Jane Bell e Myrtle Cook, mentre negli 800 metri piani conclude al 5º posto.

## Palmarès
| Anno | Manifestazione  | Sede      | Evento      | Risultato | Prestazione | Note            |
| ---- | --------------- | --------- | ----------- | --------- | ----------- | --------------- |
| 1928 | Giochi olimpici | Amsterdam | 100 m piani | Argento   | 12"3        |                 |
| 1928 | Giochi olimpici | Amsterdam | 800 m piani | 5ª        | 2'22"4      |                 |
| 1928 | Giochi olimpici | Amsterdam | 4×100 m     | Oro       | 48"4        | Record mondiale |